# 한국계육협회
한국육계협회는 위생계육생산 공급으로 국민건강 향상 ·계육산업의 국제경쟁력 향상을 목적으로 1987년 6월 10일 설립된 농림축산식품부 소관의 사단법인이다. [1987년] 설립시 협회명은 '대한가금처리협회'이었으나, 1996년에 '한국위생계육산업협회'로 변경되었고, 이후 1999년에 '(사)한국계육협회'로, 2014년에는 '(사)한국육계협회'로 변경되어 현재까지 사용되고 있다. 사무실은 경기도 안양시 벌말로 123, 평촌스마트베이 A동에 있다.

## 주요 사업
- 국내산 닭고기 경쟁력제고 및 수출촉진을 위한 제도개선
- 닭고기 소비확대 홍보 강화
- 닭고기 수급안정을 위한 관측업무 강화
- 교육훈련(세미나 및 워크샵)